# Alexander Veltman
Alexander Veltman (în rusă Александр Фомич Вельтман, n. 8/20 iulie 1800, Sankt Petersburg, Imperiul Rus – d. 11/23 ianuarie 1870, Moscova, Imperiul Rus) a fost un cartograf rus, lingvist, arheolog, poet și scriitor. A participat la Războiul Ruso-Turc (1828–1829), ca locotenent-colonel. A fost membru corespondent al Academiei de Științe din Sankt Petersburg (1854) și membru cu drepturi depline al Societății Arheologice din Rusia (1869). Veltman a fost unul dintre cei mai de succes prozatori ruși din anii 1830 și 1840, "popular pentru diferite moduri de ficțiune romantică - istorică, gotică, fantastică și folclorică". A fost unul dintre pionierii științifico-fantasticului rus.
Conceptul de călătorie în timp, o temă a științifico-fantasticului, apare în 1836 în lucrarea lui Alexander Veltman în Predki Kalimerosa: Aleksandr Filippovich Makedonskii (în rusă Предки Калимероса. Александр Филиппович Македонский). Acesta roman rusesc este primul roman original științifico-fantastic care prezintă călătoria în timp. În Predki Kalimerosa povestitorul ajunge în Grecia antică pe un hipogrif, aici îl întâlnește pe Aristotel și continuă să călătorească cu Alexandru cel Mare înainte de a se întoarce în epoca sa.

## Legături externe
- Opere de sau despre Alexander Veltman la Internet Archive
- Lucrări în rusă

## Vezi și
- Listă de scriitori ruși
- Călătorie în timp
- Istoria științifico-fantasticului